# Holger Rune
Holger Vitus Nødskov Rune (født 29. april 2003) er en dansk tennisspiller, der er født i Gentofte og bosiddende i Monte Carlo. Med sin højeste rangering som nr. 4 (2023) på ATPs verdensrangliste er han den højest rangerende danske mand i ATP-ranglistens historie.
I 2017 vandt han U14-Europamesterskabet i drengesingle og i 2019 French Open i U18-single. Ved udgangen af 2019 var han placeret som nr. 1 på juniorernes verdensrangliste.
Holger Rune blev i december 2019 udpeget til Årets Fund i dansk idræt.

## Karriere
Han begyndte at spille tennis som 6-årig og vandt som 11-årig sin første officielle titel, da han og Clara Tauson i 2014 blev danske ungdomsmestre i mixeddouble (U12).

### 2015
Holger Rune vandt som 11-årig den internationalt vigtige U12-turnering i Paris Boulogne-Billancourt over landsmanden Elmer Møller i single, og sammen sejrede de i doublefinalen. Senere samme år vandt han finalen i den franske turnering Passage D’Agen og den italienske juniortunering i Porto San Giorgio. Rune og Elmer Møller vandt sammen europamesterskabet for U12-hold både indendørs og udendørs..

### 2016
Rune vandt sin første U14 kategori 1 Tennis Europe-turnering i Tyskland, nåede kvartfinalen i det uofficielle verdensmesterskab i turneringen Les petits as i Frankrig og kvartfinalen i EM for U14. Opnåede desuden både finalepladser og -sejre i flere internationale U14- og U16-turneringer.

### 2017
I januar lå Holger Rune nr. 1 på Tennis Europes rangliste i U14. 13 år gammel nåede han sin første ITF-finale U18 i Malmø og semifinale i den prestigefyldte Les Petits As i Frankrig, I den tjekkiske by Most blev han europamester i U14 single uden at tabe et sæt - og sluttede året som den højest rangerede spiller fra årgang 2003 på ITF's U18-verdensrangliste.

### 2018
Da han 8. april i Gentofte blev sendt på banen til en single mod Egypten, blev Holger Nødskov Rune (14 år og 11 måneder) den hidtil yngste danske spiller i Davis Cup-turneringen for seniorlandshold (tidligere Kurt Nielsen, 17 år 5 mdr. i maj 1948, dog i kampe med afgørende betydning for slutresultatet). Egypten førte 3-0 og havde dermed allerede vundet landskampen, da Rune besejrede Youssef Hossam (årgang 1998) 6-2 7-6 (16/14) i en såkaldt 'dead rubber'.
Ugen forinden vandt Rune det danske U18-mesterskab (1-6 7-5 6-2 over klubkammeraten Sebastian Grundtvig), hvor han fik dispensation til at stille op 14 år gammel, og senere i april vandt han sin første ITF Grade 3-turnering i Tunesien og spillede sig til semifinale ved en Grade 2-turnering i Algeriet. Elmer Møller og Holger Rune erobrede i ITF Junior Davis Cup en plads som 6.-bedste nationshold i verden efter sejre over bl.a. Frankrig, Australien og England. En placering Danmark aldrig tidligere havde opnået. Efter at have nået semifinale i yderligere to ITF G2-turneringer vandt Rune ITF en G2-turnering i Egypten i september.
I juli 2018 var Holger Rune som 15-årig i den udendørs DM-finale for seniorer, hvor han dog blev slået af August Holmgreen, Gentofte, med 2-6, 6-3, 7-6 (10/4). Rune var senere på sæsonen med på HIK's mandskab, som vandt DM-guld i holdturneringen, inden han nåede kvartfinale ved ITF Grade A i Osaka, Japan. Ved at kæmpe sig til semifinalen i en ITF Grade A-turnering i Mexico, Copa Yucatán, opnåede han en plads blandt de 50 bedste på ITF's rangliste for U18 og var dermed igen bedst rangerede årgang 2003-spiller i verden.

### 2019
Holger Rune debuterede i januar i junior grand slam som yngste mandlige deltager (15 år, 8 mdr.) ved Australian Open i Melbourne. Dér tabte han i 2. runde til kineseren Bu Yunchaokete (seedet 2).
Ved indendørs DM for senior herrer sejrede Rune (31. marts i Hillerød) som den hidtil yngste spiller i dansk tennishistorie. Han var 15 år og 11 måneder (Kurt Nielsen 16 år 4 mdr. ved sin sejr i 1947). Han vandt finalen med 6-2 6-2 over Sebastian Grundtvig..
Stadig 15 år gammel vandt Holger Rune sin første ITF Grade 1-turnering i den franske by Beaulieau-sur-mer via 7-5 6-2 i finalen over franskmanden Timo Legout. Tre uger senere fulgte den anden ITF G1-turneringssejr i italienske Santa Croce.
I juni noterede Holger Rune sig for sin indtil da største triumf ved at vinde U-18-turneringen ved Internationaux de France (French Open) på Stade Roland Garros i Paris. Han vandt finalen over Toby Kodat, USA,med 6-3 6-7 6-0. Amerikaneren overlevede to danske matchbolde i 2. sæt, men en regnvejrspause inden 3. sæt viste sig gunstig for Rune. Med denne juniortitel i Grand Slam-serien kom Rune i selskab med Björn Borg, Sverige, og Félix Auger-Aliassime, Canada, der begge var 16 år og 1 måned, da de vandt deres første junior grand slam i henholdsvis Wimbledon 1972 og US Open 2016.
Herefter fulgte wild cards til to voksenturneringer på Challenger-niveauet lige under ATP Tour, hvor Rune optjente sine første ATP-point til verdensranglisten og opnåede en rangering som nr. 555.
I september var Holger Rune så med i startopstillingen mod Tyrkiet i Davis Cup (16 år 4 mdr. og dermed yngre end Kurt Nielsen i 1948). Tyrkiet vandt landskampen i Aarhus med 3-2, selv om Rune havde udlignet til 2-2 ved at vinde sin ene singlekamp.
Runes to sidste Grand Slam-juniorturneringer i 2019 gav ikke samme succes som ved French Open. Wimbledon endte i 3. runde, og han tabte i 2. runde af US Open. Da otte af verdens stærkeste juniorer i oktober mødtes til ITF's officielle sæsonfinale, kæmpede Holger Rune sig imidlertid til endnu en turneringssejr på højeste juniorniveau. I Chengdu, Kina, vandt han finalen over Harold Mayot, Frankrig, 7-6(7/3) 4-6 6-2.
Belønningen for årets mange topresultater var bl.a. førstepladsen på ITF's U18-rangliste ved afslutningen af 2019, ligesom han blev udpeget som Årets fund i dansk idræt.

### 2020
Efter en del skuffende resultater i årets første halvdel havde Rune udviklet sit register så meget, at han i september vandt en 'M25' (turnering med $25.000 i præmiesum, deraf 3.600 til vinderen) i Schweiz og i november to 'M15'. en i Spanien og en i Tyrkiet. Selv om han næsten udelukkende deltog i ITF-turneringer (fjerdebedste niveau) gav sejrene ranglistepoint nok til, at den danske junior passerede grænsen nr. 500 på den slidsomme vej fremad. Han sluttede året som nr. 473 i verden.

### 2021
Selv om han stadig havde junioralder, spillede Holger Rune i 2021 udelukkende seniorturneringer. Han vandt endda tre af de såkaldte Challengers - turneringer på det tredjehøjeste, internationale niveau under (1) Grand Slams og (2) ATP Tour: i juni i Biella, Italien, og i august i San Marino og i Verona, Italien. De mange vundne kampe bragte først Rune ind i Top-400 og hurtigt derefter 300 og 200. Lige efter de to sidste sejre var han fremme som nr. 145 og rejste til New York, hvor han vandt sin kvalifikationspulje til US Open ved at besejre tre ældre spillere. Dermed kvalificerede han sig til en Grand Slam turnering i sit første forsøg. I hovedturneringen gav lodtrækning ham verdensranglistens nr. 1, Novak Djokovic fra Serbien, som modstander. Han tabte første sæt og vandt andet sæt i en tiebreak, men begyndte at krampe sent i tredje sæt og tabte til sidst kampen.
Under Challenger-turneringen i Biella, blev danskeren involveret i en kontrovers, da han kom med et homofobisk udråb. Sagen blev taget op af ATP, som idømte ham en bøde på EUR 1.500 (ca. kr. 11.000,-).
Rune nåede sin anden ATP-kvartfinale ved Moselle Open, efter at have kvalificeret sig til hovedturneringen. Han besejrede Bernabé Zapata Miralles i første runde uden at afgive et eneste parti, og slog derefter femte seedede Lorenzo Sonego i tre sæt i anden runde for at nå kvartfinalerne. Han tabte i kvartfinalen til andenseedede Pablo Carreño Busta i tre sæt.
Den 4. november 2021 kvalificerede Rune sig til 2021 Next Generation ATP Finals. Han sluttede året rangeret som nr. 103 i ATP-ranglisten.

### 2022
Rune gjorde sin debut blandt top 100 i ATP single ranglisten den 17. januar 2022 som nummer 99 i verden, hvilket gjorde ham til den anden yngste mandlige spiller efter Carlos Alcaraz til at opnå en plads i top 100. Ved åbningen af Open 13 i 2022 nåede han sin første karriere ATP semifinale i doubleturneringen med partner Hugo Gaston. De besejrede Nicolas Mahut og Pierre-Hugues Herbert samt det polske par Szymon Walków og Jan Zieliński, før de tabte til de endelige mestre Andrey Rublev og Denys Molchanov.
I april modtog Rune et "wildcard" til Bayerns Internationale Tennismesterskaber, hvor han i anden runde besejrede verdens nummer 3 Alexander Zverev. Han besejrede også Emil Ruusuvuori og Oscar Otte for at nå sin første karriere ATP single finale. Der måtte hans modstander, Botic van de Zandschulp, trække sig tilbage med brystsmerter ved stillingen 3-4, hvilket førte til, at Rune blev turneringens tredje yngste mester efter Guillermo Perez-Roldan i 1987. Titlen førte Rune ind i top 50 den 2. maj 2022.
Den følgende måned gjorde Rune sin debut i hovedturneringen i French Open, hvor han chokerede 14. seedede Denis Shapovalov i første runde, før han besejrede Henri Laaksonen og Hugo Gaston i henholdsvis anden og tredje runde, alle i lige sæt. Han overraskede derefter fjerde seedede Stefanos Tsitsipas og nåede sin første Grand Slam kvartfinale i karrieren og blev dermed den første danske mand i singler til at nå kvartfinalerne i en Grand Slam-turnering i moderne tid. Der måtte han dog overgive sig til Casper Ruud i fire sæt, men præstationen sendte Rune ind i top 30 i verden.
Rune vandt ikke en kamp mellem French Open og Washington Open 2022. I Washington besejrede han Benoît Paire i anden runde, men tabte til J.J. Wolf i tredje runde. I Canada Masters besejrede Rune Fabio Fognini i lige sæt i første runde, men tabte til den endelige mester Pablo Carreño Busta i anden runde. I Cincinnati Open 2022 tabte Rune til 9. seedede Cameron Norrie i første runde. Ved US Open besejrede Rune Peter Gojowczyk og modtog en walkover fra John Isner for at nå tredje runde, hvor han igen tabte til Norrie.
Han nåede sin anden ATP finale i ATP Sofia Open, hvor han besejrede Tim van Rijthoven, Lorenzo Sonego og Ilya Ivashka og bevægede sig videre til finalen efter at forsvarende mester og første seed Jannik Sinner trak sig tilbage midt i deres kamp på grund af skade. Han tabte til Marc-Andrea Hüsler i finalen. Som følge heraf kvalificerede han sig til Next Generation ATP Finals i Milano den 30. september 2022.
Han nåede sin tredje finale i 2022 Stockholm Open ved at besejre femte seedede Alex de Minaur. Som følge heraf nåede han top 25 i rangeringen den 24. oktober 2022. Han vandt sin anden titel ved at besejre top seedede Stefanos Tsitsipas i finalen. Ugen efter ved næste turnering i Swiss Indoors Basel 2022 besejrede han igen syvende seedede Alex de Minaur i første runde. Han nåede finalen ved at besejre to franskmænd, Ugo Humbert og Arthur Rinderknech, og derefter sjette seedede Roberto Bautista Agut i semifinalen. Som følge heraf debuterede han i top 20 i rangeringen på nummer 18 den 31. oktober 2022. Han blev kun den fjerde mand født i 2000'erne til at nå top 20 i ATP-rangeringen.
Han reddede tre matchbolde i sin åbningskamp mod Wawrinka i sin debut ved 2022 Rolex Paris Masters. Derefter besejrede han fire top-10 spillere i træk: 10. seedede Hubert Hurkacz, verdens nr. 9 og 7. seedede Andrey Rublev, verdens nr. 1 Carlos Alcaraz og verdens nr. 8 Félix Auger-Aliassime, for at nå sin første Masters 1000 og fjerde finale i træk. Det var hans 18. sejr på touren i 20 kampe. Han besejrede 6. seedede og verdens nr. 7 forsvarsmester Novak Djokovic, hans femte top-10 sejr i træk, for at vinde sin første Masters 1000-titel, den yngste mester i Paris siden Boris Becker i 1986. Han blev den første mand til at slå fem top-10 modstandere i samme begivenhed (undtagen ATP-finalerne). Som følge heraf rykkede han op i top 10 i rangeringen den 7. november 2022. Han rykkede også en position op som første reserve til 2022 ATP Finals, og samme dag, den 6. november 2022, besluttede han at trække sig fra 2022 Next Generation ATP Finals.

### 2023
Efter sin semifinale på Mexican Open, steg han to pladser i singleranglisten til verdensranglistens nr. 8 den 6. marts 2023.
Den 3. april 2023 annoncerede han sin splittelse med træneren Patrick Mouratoglou efter seks måneder sammen.
På Monte-Carlo Masters 2023 besejrede han tredjeseedede Daniil Medvedev for at nå semifinalerne og markerede dermed hans første top-5 sejr i sæsonen og tiende top-10 sejr i alt. Derefter besejrede han en anden top-10 spiller Jannik Sinner for at nå sin anden Masters finale. Som et resultat steg han til verdensranglisten nr. 7 den 17. april 2023 og blev dermed den højest rangerede dansker i historien (lig med Kurt Nielsen). Ved BMW Open nåede han finalen efter sejre over Yannick Hanfmann, Cristian Garin og Christopher O'Connell, hvilket satte en gentagelse af sidste års finale op mod Botic van de Zandschulp. Han vandt i tiebreak og forsvarede dermed sin titel.
Holger Rune går ind til Wimbledon 2023 som nummer seks i verden.
Efter sejre over George Loffhagen og Roberto Carballes Baena fik Rune en yderst dramatisk 3. runde runde sejr over Alejandro Davidovich Fokina ved Wimbledon. Han vandt 10-8 i match tie-break og matchbolden kom på baggrund af en håbløs underhåndsserv fra Fokina. I 4. runde slog Rune Grigor Dimitrov 3-1 og var dermed klar til en kvartfinale mod hans jævnaldrende rival Carlos Alcaraz. Alcaraz vandt 3-0 i en kamp der var væsentligt tættere end en scoreboardet siger.
Efter Wimbledon løb Holger Rune ind i en forfærdelig periode og frem til Basel Open i slutningen af oktober vandt Rune blot en kamp. Det til trods for at han før US Open var helt oppe som nr. 4 på verdensranglisten. En placering han dog hurtigt mistede.
En af grundene til Runes manglende resultater i perioden efter Wimbledon vil sandsynligvis findes udenfor banen hvor et kæmpe trænercirkus fandt sted. Således var både Patrick Mouratoglou og Lars Christensen ude af teamet i december og på deres pladser var i stedet Novak Djokovic' tidligere træner Boris Becker og Roger Federers tidligere træner Severin Lüthi. Ingen af dem holdt dog mere end to måneder.
Tilbage på banen kvalificerede Rune sig til ATP Finals for første gang hvor han røg ud i gruppespillet efter tætte nederlag til Novak Djokovic og Jannik Sinner og en walkover mod Stefanos Tsitsipas.

## ATP-finaler
| Resultat | V–T | Dato          | Tournering                          | Serie    | Underlag  | Modstander              | Score              |
| -------- | --- | ------------- | ----------------------------------- | -------- | --------- | ----------------------- | ------------------ |
| Vundet   | 1–0 | April 2022    | Bavarian Championship, Tyskland     | ATP 250  | Grus      | Botic van de Zandschulp | 3–4 ret.           |
| Tabt     | 1–1 | Oktober 2022  | Sofia Open, Bulgarien               | ATP 250  | Hardcourt | Marc-Andrea Hüsler      | 4–6, 6–7(8–10)     |
| Vundet   | 2–1 | Oktober 2022  | Stockholm Open, Sverige             | ATP 250  | Hardcourt | Stefanos Tsitsipas      | 6–4, 6–4           |
| Tabt     | 2–2 | Oktober 2022  | Swiss Indoors, Schweiz              | ATP 500  | Hardcourt | Félix Auger-Aliassime   | 3–6, 5–7           |
| Vundet   | 3–2 | November 2022 | Paris Masters, Frankrig             | ATP 1000 | Hardcourt | Novak Djokovic          | 3–6, 6–3, 7–5      |
| Tabt     | 3–3 | April 2023    | Monte-Carlo Masters, Monaco         | ATP 1000 | Grus      | Andrey Rublev           | 7–5, 2–6, 5–7      |
| Vundet   | 4–3 | April 2023    | Bavarian Championship, Tyskland (2) | ATP 250  | Grus      | Botic van de Zandschulp | 6–4, 1–6, 7–6(7–3) |